# Mega Man (Game Gear)
Эта статья про игру для Game Gear, не путать с одноимённой игрой для NES.
Mega Man — видеоигра в жанре экшен-платформера, разработанная Freestyle для портативной консоли Sega Game Gear и вышедшая только в североамериканском регионе в октябре 1995 года. Сублицензию на игру получил британский издатель U.S. Gold от Capcom. Игра повествует о роботе Мегамене, сражающимся с безумным доктором Уайли и 6 подконтрольными ему роботами. Роботы-мастера и их уровни позаимствованы из игр Mega Man 4 и Mega Man 5.
В момент выхода Mega Man был, в основном, положительно оценён критиками, но в ретроспективных отзывах высказывается больший скепсис. Когда как графика и звук удостоились похвалы за схожесть с играми серии для NES, то игровой процесс был раскритикован за чрезмерное масштабирование угла обзора и слишком быстрых врагов, нарушающих баланс.

## Игровой процесс

Мегамен сражается с Toad Man.

Mega Man — экшен-платформер, схожий с предыдущими играми серии. Протагонист Мегамен может бежать влево или вправо, прыгать, стрелять, взбираться по лестницам и скользить. Компаньон Мегамена, робо-пёс Раш, с помощью способности Rush Coil помогает прыгать выше. В основу игры вошёл контент из NES-версий игр Mega Man 4 и Mega Man 5. По сравнению с предыдущими играми серии в этой отсутствует возможность продолжить игру после потери последней жизни.
Изначально в игре нужно сразиться с 4-я роботами-мастерами: Bright Man, Napalm Man, Star Man и Stone Man. В крепости доктора Казака — антагониста Mega Man 4 — встречаются боссы Wave Man и Toad Man и их уровни. В качестве крепости Уайли используется уровень Quick Man’а из Mega Man 2, битва с Уайли взята из Mega Man 5.

## Разработка
Mega Man был издан британским издателем U.S. Gold, которое получило сублицензию на серию от Capcom и поручила разработку игры компании Freestyle. Игра вышла эксклюзивно для Северной Америки в октябре 1995 года для Game Gear.
В 2013 году игра появилась в базе данных ESRB, из-за чего начались слухи о выходе игры в Virtual Console для Nintendo 3DS. Несмотря на это, ничего не вышло.

## Приём и наследие
| Иноязычные издания | Иноязычные издания |
| Издание            | Оценка             |
| ------------------ | ------------------ |
| GamePro            | 3.75/5             |
| Mean Machines      | 75%                |
| Sega Power         | 87%                |

Приём игры, в основном, был положительным. Британский журнал Sega Power оценил игру в 87 %. Обозреватель от GamePro поставил игре общую оценку 3,75 из 5, похвалив графику и звук, но отметив, что маленький экран Game Gear’а усложняет игру. В обзоре от Mean Machine игра оценена на 75 % и названа обозревателем «близкой конверсией стиля Мегамена».
Ретроспективные обзоры игры неоднозначны. В обзоре для 1UP.com от Нади Оксфорд подробно описывается: «Мегамену часто приходится сражаться с врагами в такой тесноте, что он с таким же успехом мог бы взять их за руки и попытать счастья в дружбе. Постоянная прокрутка экрана и неприятное управление делают игру очень утомительной. Впрочем, из-за быстрой разрядки батареек мучения заканчиваются через пару часов». Авторы статьи на GameSpot Кристиан Натт и Джастин Спир описали игру как «достойное, хотя и несколько вяловатое, воплощение серии Mega Man». Дэмиен Батт из Retro Gamer похвалил графику игры, но к игровому процессу был более скептичен, раскритиковав его сложность и слишком быстрых для игрока врагов. Роберт Уоркман в GameZone считает, что игра заслуживает второго шанса на переиздание и положительно оценивает её управление, визуальные эффекты и звук.
Из-за эксклюзивности игры для Северной Америки копии игры стоят дорого. В 2013 году полные комплекты стоили 200 долларов, а в 2023 уже 1800 долларов. 